# Medaille voor Trouwe Dienst in de Vrijwillige Burgerwacht Wageningen
De Medaille voor trouwe dienst in 1940 in de Vrijwillige Burgerwacht te Wageningen werd in 1940 ingesteld en aan de leden van de Vrijwillige burgerwachten in Wageningen uitgereikt.
Aanleiding was een circulaire van het Ministerie van Binnenlandse Zaken dat op 19 juli 1940 alle Burgemeesters in Nederland de opdracht gaf om de Vrijwillige Burgerwachten op te heffen. De leiding van een aantal van de Burgerwachten liet uit het resterende kasgeld een herinneringsmedaille slaan als dank voor de diensten, die de burgerwachters gedurende de mobilisatie van 1939-1940 hadden bewezen.
In Wageningen, gelegen op de route van de Duitse troepen die naar de Grebbeberg oprukten werd in mei 1940 gevochten. De 150 fietsen van de Vrijwillige Burgerwacht gingen in vlammen op
Er zijn tien verschillende versies van deze medaille bekend in tien verschillende gemeenten. Zie daarvoor de Medaille voor Trouwe Dienst in 1940.
Museummedaille ·
Erepenning ·
Medaille van de Maatschappij tot Redding van Drenkelingen ·
Doggersbank-medaille ·
Broeder van de Orde van de Nederlandse Leeuw ·
Antwerpsche Medaille 1832 ·
Onderscheidingsteken voor Langdurige, Eerlijke en Trouwe Dienst ·
Eremedaille voor Kunst en Wetenschap ·
Eremedaille voor Voortvarendheid en Vernuft ·
De Ruyter-medaille ·
Regeringsmedaille ·
Medaille van het Carnegie Heldenfonds ·
Medaille van Verdienste van het Nederlandse Rode Kruis ·
Medaille voor trouwe dienst van het Nederlandse Rode Kruis ·
Erkentelijkheidsmedaille 1940-1945 ·
Inhuldigingsmedaille 1948 ·
Herinneringsmedaille Luchtbescherming 1940-1945 ·
Medaille van de Noord- en Zuid-Hollandsche Redding Maatschappij ·
Zilveren Anjer · 
Cultuurfonds Onderscheiding · 
Vrijwilligersmedaille Openbare Orde en Veiligheid ·
Vaardigheidsmedaille van de Nederlandse Sport Federatie ·
Inhuldigingsmedaille 1980 ·
Herinneringsmedaille VN-Vredesoperaties ·
Herinneringsmedaille Multinationale Vredesoperaties ·
Herinneringsmedaille Internationale Missies ·
Huwelijksmedaille 2002 ·
Herinneringsmedaille Buitenlandse Bezoeken ·
Marinemedaille ·
Landmachtmedaille ·
Marechausseemedaille ·
Luchtmachtmedaille
Zie ook: Ridderorden en onderscheidingen in Nederland